# Колесо времени (фильм)
«Колесо времени» (нем. Rad der Zeit) — документальный фильм режиссёра Вернера Херцога, вышедший на экраны в 2003 году.

## Сюжет
В начале 2002 года съёмочная группа Вернера Херцога отправляется в индийский городок Бодх-Гая, чтобы запечатлеть обряд инициации Калачакры, один из важнейших в буддизме. Сотни тысяч паломников стекаются в это место, чтобы помолиться и обрести просветление; многие добираются сюда, простираясь на земле после каждого шага. В фильме показано ритуальное создание песочной мандалы, посещение священной горы Кайлас, диспуты учёных монахов, повседневная жизнь паломников. Из-за болезни Далай-ламы XIV обряд инициации так и не был проведён. Однако он состоялся в полной мере в октябре того же года в австрийском Граце. Лента содержит интервью, взятые Херцогом у Далай-ламы и бывшего политического заключённого Такны Джигме Сангпо (Takna Jigme Zangpo).